# Pídeme lo que quieras
Pídeme lo que quieras es una novela de alto contenido erótico de la autora española Megan Maxwell, con la que inició su camino en este género con tanta controversia mediática. La novela fue publicada en 2012 y es el primer libro de la saga Pídeme lo que quieras. Narrada en gran medida en España, es el primer libro de la saga que describe la relación entre Judith Flores, una joven ingeniosa y simpática empleada de la oficina central de Madrid del corporativo Müller, y un prestigioso joven empresario alemán Eric Zimmerman.
El segundo libro de la saga se titula “Pídeme lo que quieras ahora y siempre” y salió en el año 2013. El mismo año se publica el tercer libro llamado “Pídeme lo que quieras o déjame”. Al principio la saga era una trilogía compuesta por los tres libros citados, pero se publicó una cuarta parte titulada “Sorpréndeme”. La última parte de la saga se publicó en 2015, bajo el título “Pídeme lo que quieras y yo te lo daré”.
Como un anexo a esta saga se publicó “El kamasutra de Pídeme lo que quieras”, el cual es una recopilación de todo lo que se explica a lo largo de la Saga. El libro "Yo soy Eric Zimmerman" es la historia de los cuatro libros de la saga Pídeme lo que quieras, narrada desde la perspectiva de Eric.

## Argumento
Eric Zirmmerman es un alemán hijo de madre española. Tras la muerte de su padre, viaja a España para supervisar la sede de su empresa llamada Müller. En la oficina de Madrid conoce a Judith, una joven secretaria de la que sentirá una fuerte atracción. 
Eric no es nada convencional.- acude a clubes de intercambios de pareja, lo cual es parte de su vida y con el tiempo llevará a Judith a experimentar su sexualidad que para a niveles desconocidos. Juntos empezarán una aventura sexual que más adelante se tornará en una historia también sentimental.
A lo largo de la saga, se cuenta la relación que Eric y Judith llevan, relación que no será nada fácil debido a la personalidad de ambos, por un lado Eric es un hombre dominante y no permite que lo contradigan y Judith es una mujer a la cual nadie le dice lo que debe hacer.
A lo largo de la historia hay enfados, malentendidos y reconciliaciones.
Surgen diversos problemas y la pareja deberá luchar constantemente por su noviazgo. Superando muchos obstáculos, su relación tomará un camino estable poco a poco, gracias al apoyo de amigos y familia.

## Saga
| Título | Fecha de publicación |
| --- | -------------------- |
| Pídeme lo que quieras | 2012                 |
| Eric Zimmerman llega a España y se siente atraído por Judith, una joven ingeniosa que acepta sus juegos sexuales. A medida que su relación se intensifica, Eric teme que su secreto salga a la luz.                           |                      |
| Pídeme lo que quieras ahora y siempre | 2013                 |
| Tras su despido, Judith se aleja de Eric y se refugia en la casa de su padre, pero él sigue su rastro, deseando reconectarse. Judith impone sus condiciones en la reconciliación.                                             |                      |
| Pídeme lo que quieras o déjame | 2013                 |
| Judith y Eric regresan de su paradisiaca luna de miel, pero los celos y la necesidad de protección de Eric generan conflictos en su relación.                                                                                 |                      |
| Sorpréndeme | 2013                 |
| Björn, un abogado atractivo y reacio al compromiso, se encuentra con Melanie, una madre soltera y piloto del ejército estadounidense. A medida que se conocen, la tensión entre ambos comienza a crecer.                      |                      |
| Pídeme lo que quieras y yo te lo daré | 2015                 |
| A pesar de las discusiones, Eric y Judith siguen enamorados y han formado una familia feliz, pero la adolescencia de su hijo Flyn trae complicaciones.                                                                        |                      |
| Pasa la noche conmigo | 2016                 |
| Dennis, un carismático profesor brasileño que enseña forró, se traslada a Londres para un nuevo trabajo. Su vida se complica cuando conoce a Lola, una española de carácter fuerte que desafía su naturaleza de conquistador. |                      |
| Yo soy Eric Zimmerman, vol. I | 2017                 |
| Eric Zimmerman, un empresario alemán frío y distante, se siente atraído por Judith Flores, una joven que transforma su vida y sus ideas sobre el amor y el placer.                                                            |                      |
| Yo soy Eric Zimmerman, vol. II | 2018                 |
| Después de una boda soñada, la vida de Eric y Judith se normaliza, pero las discusiones y malentendidos se vuelven habituales a pesar de su amor.                                                                             |                      |

## Personajes
- Eric Zimmerman
- Judith Flores (de casada, Judith Zimmerman)
- Eric (hijo de Judith y Eric)
- Hannah (hija de Judith y Eric)
- Paul (hijo de Judith y Eric)
- Pipa (cuidadora de Eric y Hannah)
- Susto y Calamar (perros de Eric, Judith y Flynn)
- Curro (gato de Judith)
- Flynn (sobrino de Eric, Coreano- Alemán e hijo de Hannah, la hermana fallecida de Eric)
- Sonia (madre de Eric)
- Marta (hermana de Eric)
- Simona y Norbet (pareja que trabaja en la casa al servicio de Eric y Judith)
- Laila (mejor amiga de Hannah y sobrina de Norbet)
- Hannah (hermana fallecida de Eric, madre de Flynn)
- Jurgen (primo de Eric)
- Dennis (amigo de Eric y compañero sexual de la pareja)
- Arthur (novio de Marta)
- Raquel Flores (hermana Mayor de Judith)
- Jesús (ex marido de Raquel)
- Luz (hija mayor de Raquel)
- Lucía (hija menor de Raquel)
- Juanito (hijo menor de Raquel y Juan Alberto Riquelme)
- Manuel Flores (padre de Judith)
- Fernando (exnovio y mejor amigo de Judith)
- Aurora (novia de Fernando)
- Björn Hoffman (mejor amigo de Eric y compañero sexual de la pareja)
- Melanie Parker Muñiz (pareja de Björn)
- Peter (hijo de Björn)
- Jasmina (hija de Björn y Melanie)
- Samantha (hija de Melanie)
- Klauss (padre de Björn)
- Diana (amiga de Björn)
- Frida y Andrés (amigos de Eric y Judith)
- Glen (hijo de Frida y Andrés)
- Mónica Sánchez (Jefa de Judith)
- Miguel (compañero de trabajo de Judith)
- Dexter (amigo de Eric, Mexicano en silla de ruedas y compañero sexual de la pareja)
- Graciela (enfermera y novia de Dexter)
- Juan Alberto Riquelme de San Juan Bolívares (primo de Dexter)
- Betta (exnovia de Eric)
- Reinaldo (cubano, amigo de Marta y Judith)
- Anita (amiga de Marta con la que suele ir a bailar al "Guantanamera")
- Amanda (asistente de Eric en Londres)

## Premio
El libro Sórprendeme ha sido galardonada con las Tres Plumas a la mejor Novela Romántica que otorga el Premio por la Novela Romántica, 2014.